# ヤママユ属
ヤママユ属（ヤママユぞく、学名 w:Antheraea）はチョウ目・ヤママユガ科に分類されるガの総称である。地色はさまざまで目玉のような模様のある厚ぼったい羽を持つ大きな蛾である。国内では1種,3亜種ほどが存在し、全国各地の山野で見られる。